# Anomala trochanterica
Anomala trochanterica – gatunek chrząszcza z rodziny poświętnikowatych, podrodziny rutelowatych i plemienia Anomalini.

## Taksonomia
Gatunek ten został opisany w 1917 przez Gilberta Johna Arrowa. W obrębie rodzaju należy do grupy gatunków A. cuprascens-group.

## Opis
Ciało długości 18 mm i szerokości 10 mm, wydłużone, gładkie i błyszczące, czarne ze słabym purpurowym połyskiem na pokrywach. Przedplecze wąskie, silnie wysmuklone z przodu, delikatnie i gęsto punktowane. Tarczka z kilkoma punktami. Bardzo drobne punkty pokryw układają się w słabo widoczne rzędy podłużne. Wyrostka piersiowego brak. Delikatne zmarszczki na pygidium ułożone gęsto, poprzecznie. Golenie krótkie i grube, a stopy szerokie.

## Rozprzestrzenienie
Chrząszcz orientalny, endemiczny dla Indii, gdzie znany jest ze stanów Sikkim i Arunachal Pradesh.